# Горин, Анатолий Сергеевич
Анатолий Сергеевич Го́рин (1922—1981) — лётчик штурмовой авиации, капитан Советской Армии, участник Великой Отечественной войны, Герой Советского Союза (1946).

## Биография
Анатолий Горин родился 1 марта 1922 года в селе Красноусольское (ныне — Красноусольский Гафурийского района Башкортостана) в рабочей семье. Получил неполное среднее образование, работал рабочим нефтепромыслов и бурильщиком в «Туймазанефти». В 1941 году Горин был призван на службу в Рабоче-крестьянскую Красную Армию. В 1942 году он окончил Энгельсскую военную авиационную школу пилотов. С августа 1943 года — на фронтах Великой Отечественной войны.
К маю 1945 года лейтенант Анатолий Горин был заместителем командира и штурманом эскадрильи 451-го штурмового авиаполка 264-й штурмовой авиадивизии 5-го штурмового авиационного корпуса 5-й воздушной армии 2-го Украинского фронта. К тому времени он совершил 242 боевых вылета на штурмовике «Ил-2». Во время напряжённых боёв он производил по 3—4 вылета в день. 57 раз летал на воздушную разведку вражеских войск, добывал ценные сведения. Принял участие в 12 воздушных боях, сбил 6 самолётов противника.
Указом Президиума Верховного Совета СССР от 15 мая 1946 года за «образцовое выполнение боевых заданий командования и проявленные мужество и героизм в боях с немецкими захватчиками» лейтенант Анатолий Горин был удостоен высокого звания Героя Советского Союза с вручением ордена Ленина и медали «Золотая Звезда» за номером 2870.
В 1946 году Горин был уволен в запас. В 1950—1957 годах он вновь продолжил службу в Советской Армии. Уволился в запас в звании капитана. Проживал в городе Боровичи Новгородской области, работал токарем на комбинате огнеупорных материалов. Скончался 14 ноября 1981 года, похоронен в Боровичах.

## Награды
- Медаль «Золотая Звезда» Героя Советского Союза (15.05.1946)[2].
- Орден Ленина.
- Орден Красного Знамени (05.01.1944)[3].
- Орден Красного Знамени (11.06.1944)[4].
- Орден Александра Невского (СССР) (12.04.1945)[5].
- Орден Александра Невского (СССР) (08.06.1945)[6].
- Орден Отечественной войны 2-й степени (16.12.1943)[7].
- Орден Красной Звезды (27.08.1943)[8].
- Медаль «За отвагу» (09.08.1943)[9].
- Медали.